# Wagner Lopes
Wagner Lopes (* 29. ledna 1969) je bývalý japonský fotbalista.

## Reprezentační kariéra
Wagner Lopes odehrál 20 reprezentačních utkání. S japonskou reprezentací se zúčastnil Mistrovství světa 1998.

## Statistiky
| Japonsko | Japonsko | Japonsko |
| Roky     | Záp.     | Góly     |
| -------- | -------- | -------- |
| 1997     | 6        | 3        |
| 1998     | 7        | 0        |
| 1999     | 7        | 2        |
| Celkem   | 20       | 5        |